# Desarma y sangra (canción)
«Desarma y sangra» es una canción compuesta por Charly García y publicado en el álbum Bicicleta (1980), el tercer álbum de estudio de la banda Serú Girán. Dura 3 minutos y 42 segundos y es interpretada por Charly García en piano y voz, y Pedro Aznar en teclados.

## La canción
Charly García afirmó que la mayor parte de esta obra la compuso a los doce años, y que «todo está atrás, cuando eras chico». Por otro lado, una investigación periodística destaca algunas coincidencias melódicas con una canción interpretada por un referente juvenil de García, Cat Stevens, en cuya interpretación participó el tecladista de Yes, Rick Wakeman.
Es considerada una de las canciones más bellas de la banda, una conmovedora balada en piano atravesada por una corta pero bellísima letra que sale de lo más desesperado de los sentimientos de Charly, que aquí muestra su sentimiento de soledad en el marco de esos años tan difíciles en su infancia.

## Letra
Tu tiempo es un vidrio

tu amor un faquir,
mi cuerpo una aguja
tu mente un tapiz.
Si las sanguijuelas no pueden herirte
no existe una escuela que enseñe a vivir.

El ángel vigía descubre al ladrón,
le corta las manos,
le quita la voz.
La gente se esconde
o apenas existe:
se olvida del hombre, se olvida de Dios.

Miro alrededor,
heridas que vienen, sospechas que van
y aquí estoy
pensando en el alma que piensa
y por pensar no es alma:

desarma y sangra.

## Créditos
- Charly García: piano electroacústico Yamaha CP70 y voz.
- Pedro Aznar: teclado ("cuerdas" en el sintetizador ensamble Oberheim).